# 乙宮神社 (新上五島町立串郷)
乙宮神社（おとみやじんじゃ）は、長崎県南松浦郡新上五島町立串郷（たてくしごう）に鎮座する神社である。

## 祭神
彦火々出見尊命を主祭神に祀る。

## 歴史

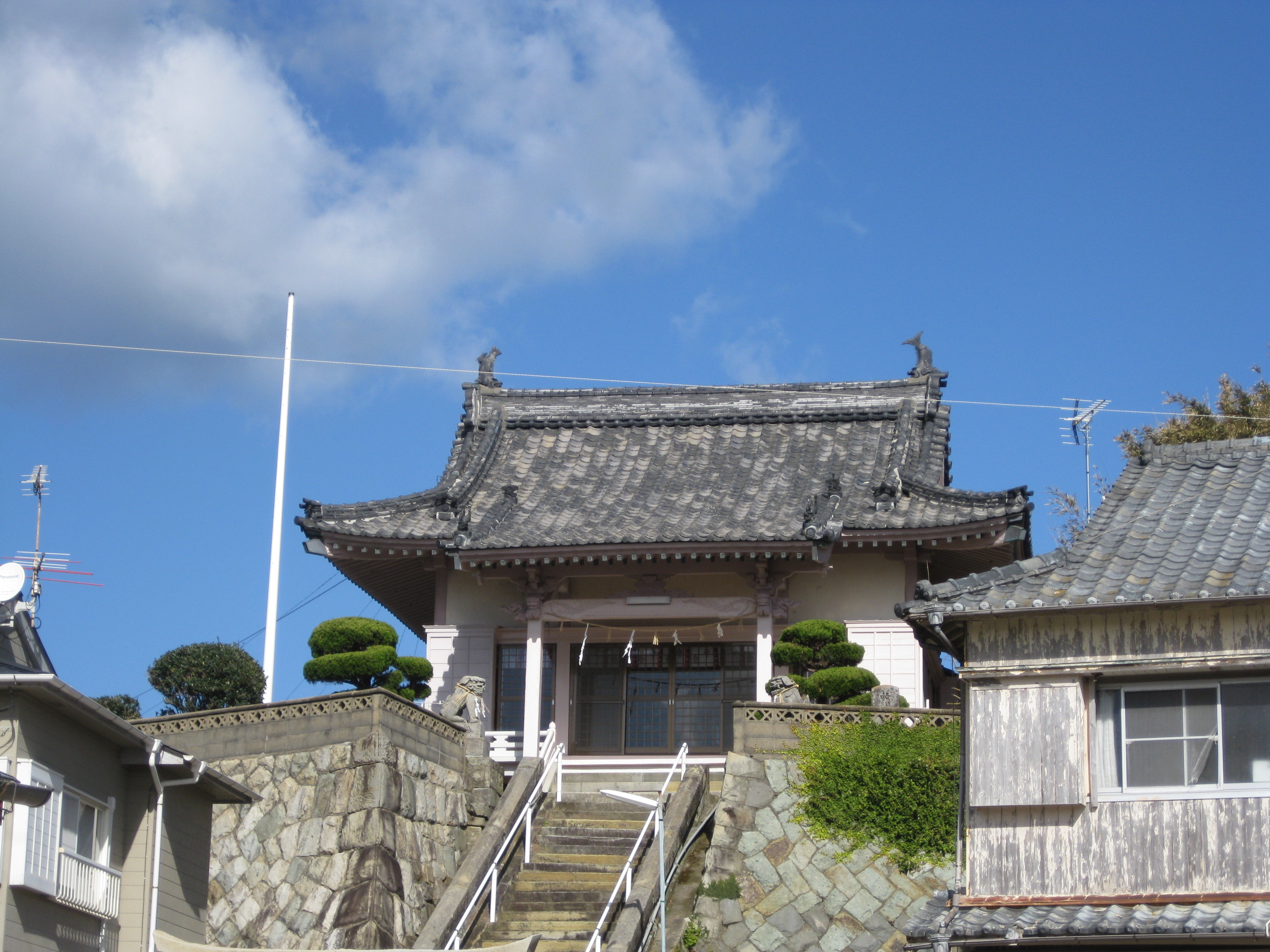
社殿

創建年代は不詳。元和6年（1620年）、柴田勝家第2の孫である勝厚が当地に居住したと伝えられ、家運長久のために1社（祭神は不明）を建立したとされる。以降、次第に住民が増加するに従い、勝厚の社を地域の氏神として崇敬し、明暦3年（1657年）9月に社殿を建立して「乙宮大明神」の神号を奉じ奉祀した。
明治3年（1867年）5月5日に社号を「乙宮神社」に改称した。村社に列せられ、昭和4年（1929年）10月18日には神饌幣帛料供進神社に指定されている。

## 祭祀
11月9、10日の例祭には上五島神楽が奉納される。上五島神楽は国の選択無形民俗文化財に選択された五島神楽に含まれ、長崎県無形民俗文化財に単独で指定された。
主な祭礼・神事
- 元旦祭（1月1日）
- 厄払い（1月）
- 例大祭（11月9、10日）
- 大祓式（12月31日）

## 境内社

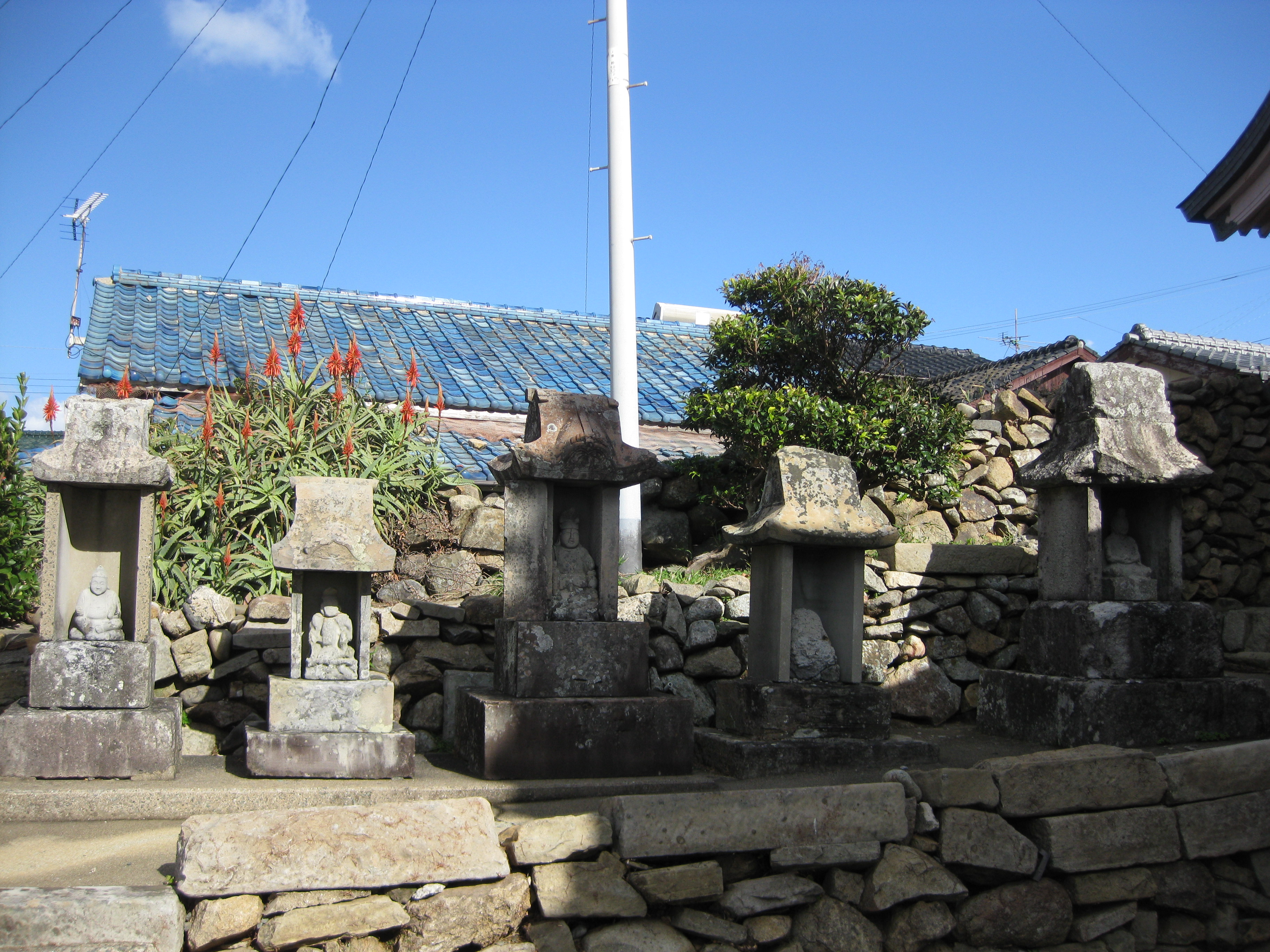
境内社

- 八坂神社
- 恵美須神社
- 竈神社
- 稲荷神社
- 仇子神社

## その他の神社
その他の立串郷の神社に琴平神社、大瀬良地区・山神社、小瀬良地区・塩竈神社がある。
また隣接する小串郷に小串神社が、津和崎郷には本山神社がある。

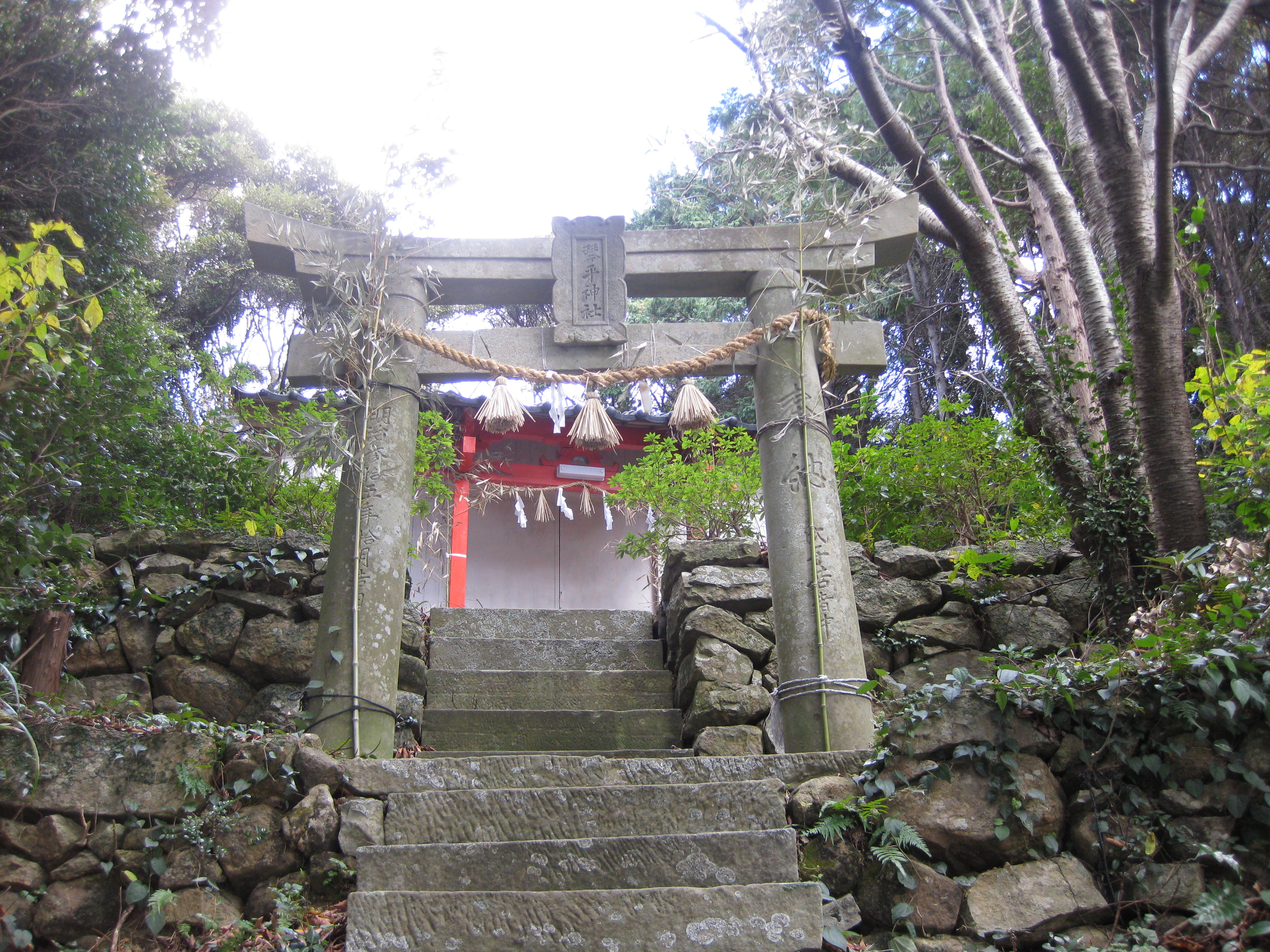
琴平神社
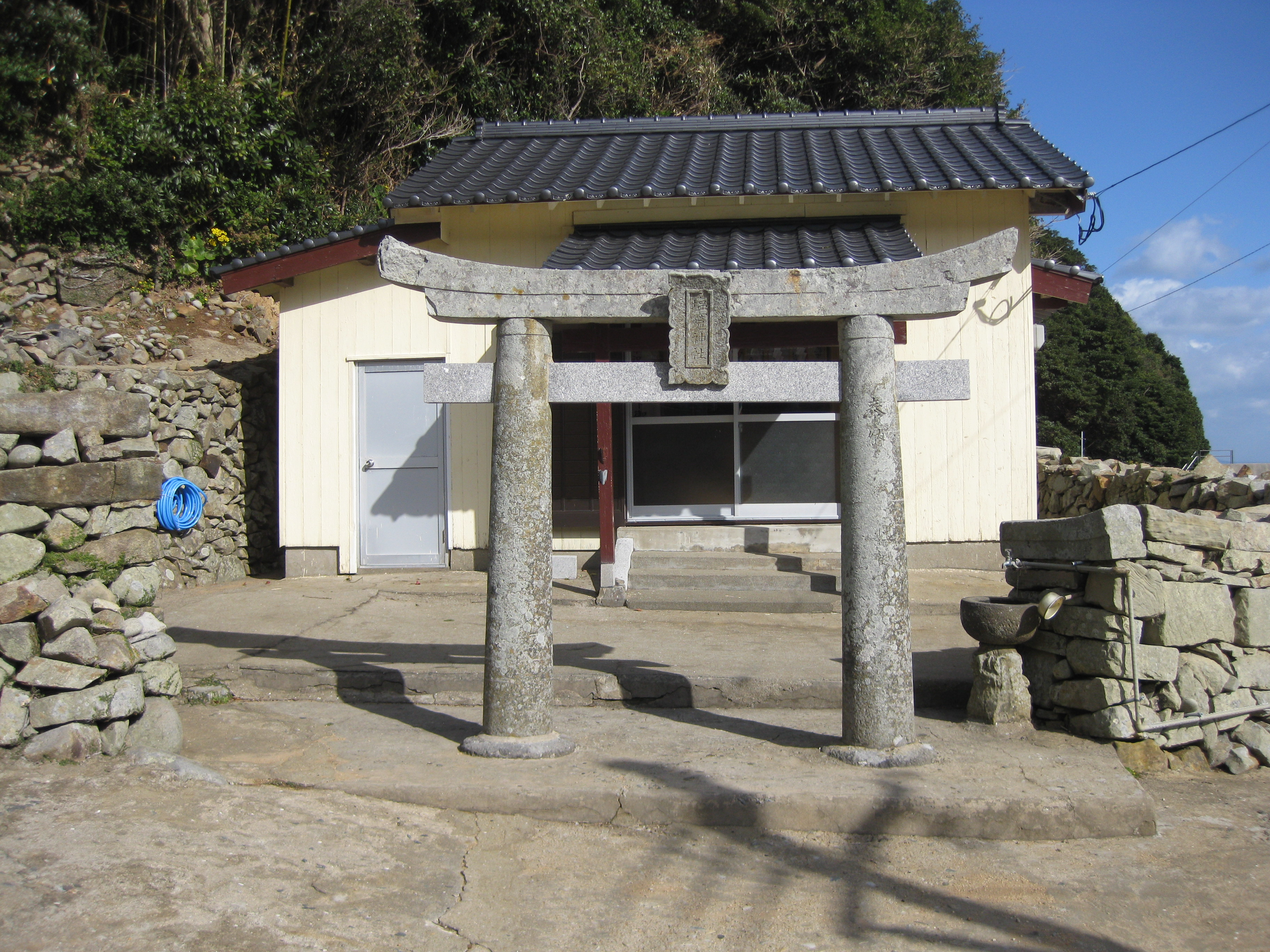
塩竈神社
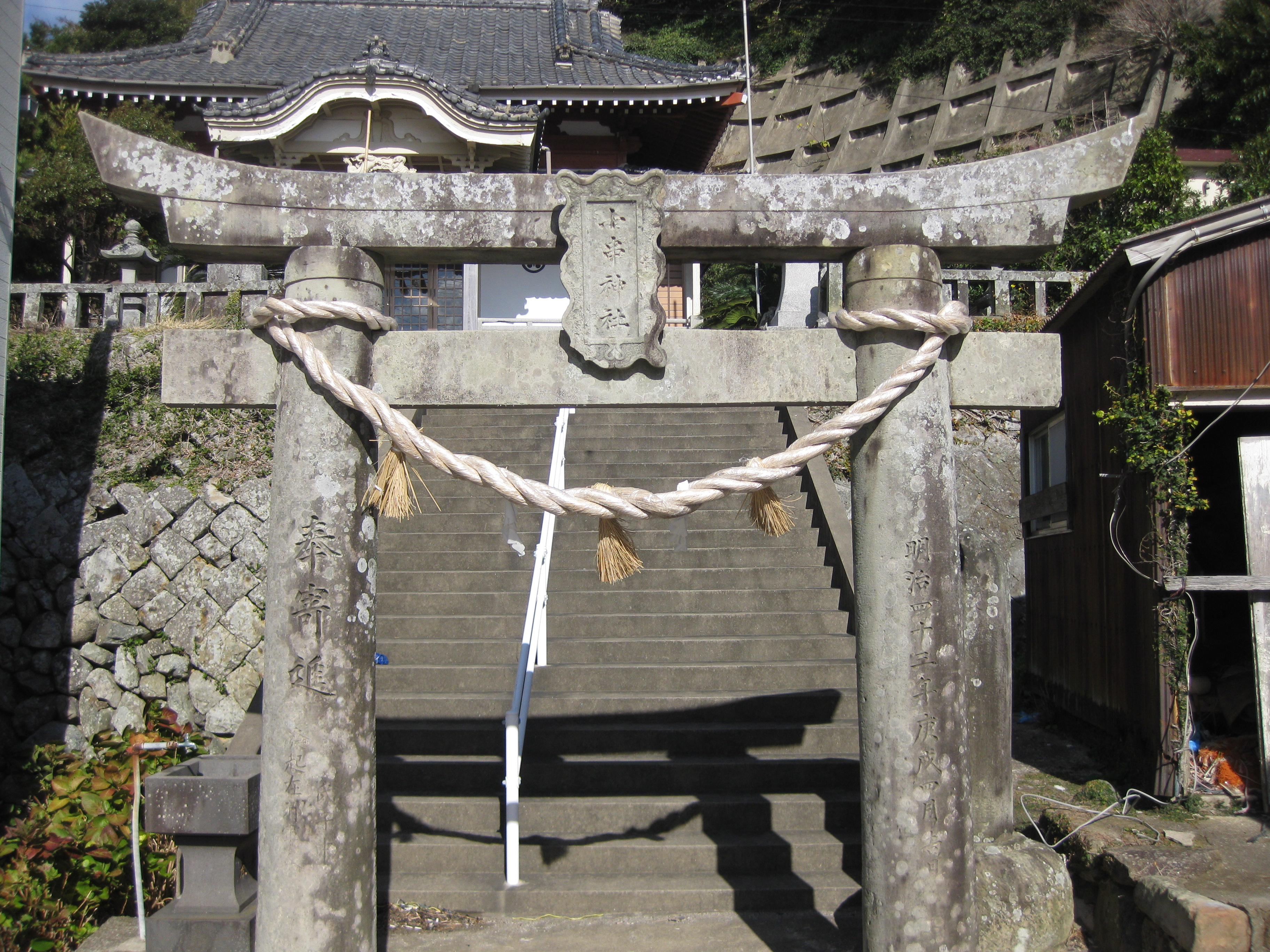
小串神社（小串郷）